# Thiên hoàng Bidatsu
Thiên hoàng Mẫn Đạt (敏達天皇 (Mẫn Đạt Thiên hoàng)/ びだつてんのう Bidatsu-tennō, 538 – 14 tháng 9, 585) là vị Thiên hoàng thứ 30 của Nhật Bản theo Danh sách Thiên hoàng truyền thống. Triều đại của ông kéo dài từ năm 572 đến năm 585, tổng cộng 13 năm.
Tước hiệu khi ấy của ông không phải là Thiên hoàng, vì phần lớn các nhà sử học đều tin rằng tước hiệu ấy không xuất hiện cho đến thời Thiên Vũ Thiên hoàng và Tri Thống Thiên hoàng. Thay vào đó, Khâm Minh Thiên hoàng đương thời có thể được gọi là Trị Thiên Hạ Đại vương (治天下大王; Amenoshita Shiroshimesu Ōkimi), hoặc Đại Hòa Đại vương (大和大王).

## Cuộc đời
Theo Nhật Bản thư kỷ, Mẫn Đạt Thiên hoàng có húy là Nunakura Futotama-Shiki (渟中倉太珠敷, ぬなくらのふとたましきのみこと), được lập làm Thái tử vào năm thứ 15 thời trị vì của cha ông là Khâm Minh Thiên hoàng.
Năm thứ 31 (năm 572), theo lời trăn trối của Khâm Minh Thiên hoàng, Thái tử Nunakura kế thừa và thực hiện việc đàm phán ngoại giao với Bách Tế (đời vua Bách Tế Uy Đức vương) cùng canh chừng sự phục hồi của Nhậm Na, phần lớn có sự tiến triển tốt, đồng thời tạo mối quan hệ thân thiện với Tân La (đời vua Tân La Chân Hưng Vương), chấp nhận sự cống nạp của Nhậm Na.
Thời gian này, vua Bách Tế Uy Đức vương của Bách Tế đã cử các phái đoàn Phật giáo khác nhau đến Yamato Nhật Bản để bang giao.
Năm thứ 6 thời kì trị vì (năm 578), Mẫn Đạt Thiên hoàng ra chiếu thành lập tập đoàn Cung Đại Công (宮大工, Miyadaiku), tức công ty Kim Cương Tổ ngày nay và là doanh nghiệp lâu đời nhất trên thế giới.
Những vị đại thần của Mẫn Đạt Thiên hoàng là:
- Ōomi ("Thần"): Soga no Umako.
- Ōmuraji ("Liên"): Mononobe no Moriya.

Dưới thời trị vì của Mẫn Đạt Thiên hoàng, đã xảy ra các cuộc tranh chấp căng thẳng về vấn đề tiếp thu Phật giáo tiếp tục từ thời tiên đế, một thứ tôn giáo mới truyền từ bán đảo Triều Tiên. Đứng đầu nhóm chống đối Phật giáo là thế lực của gia tộc Nakatomi và tộc trưởng Mononobe no Moriya, đối lập với sự chống đối là sự sùng bái tôn giáo này do trưởng tộc Soga no Umako đứng đầu, tộc Soga đã cho xây dựng một ngôi chùa và thờ phụng riêng, sau đó ít lâu một dịch bệnh bùng phát.
Năm 585, Thiên hoàng thuận theo ý kiến của Mononobe no Moriya quyết định ban bố lệnh cấm đạo Phật, ra lệnh đốt chùa chiền và tượng Phật, vào ngày 15 tháng 8 cùng năm đó, dịch bệnh xảy ra ngày càng nghiêm trọng khiến nhiều người chết dịch, sự tranh chấp để chấp nhận chính thức đạo Phật vẫn tiếp tục trong nhiều năm về sau.
Vốn không có niềm tin vào Phật giáo, Mẫn Đạt Thiên hoàng ham đọc văn chương Trung Quốc. Sau khi mất, ông được chôn cất ở Hà Nội Ki Trường Trung Vĩ lăng (河内磯長中尾陵), nay ở thị trấn Taishi, quận Minami Kawachi, phủ Osaka.

## Phả hệ
Ông là con trai thứ hai của Khâm Minh Thiên hoàng, mẹ là Hoàng hậu Thạch Cơ hoàng nữ (石姬皇女; いしひめのひめみこ), con gái Tuyên Hóa Thiên hoàng và Tachibana no Nakatsu.
Theo các sách Nhật Bản Thư Kỷ và Ngu Quản Sao, Mẫn Đạt Thiên hoàng có 4 phi tử và 16 người con, 6 hoàng tử và 10 hoàng nữ.
Hoàng hậu đầu tiên của Bidatsu là Quảng Cơ (廣姬), qua đời trong năm thứ 5 dưới triều đại của ông. Để thay thế, ông lựa một trong các thứ phi của ông là Ngạch Điền Bộ hoàng nữ (額田部皇女), phong làm Hoàng hậu. Ngạch Điền Bộ hoàng nữ vốn là con gái thứ của Khâm Minh Thiên hoàng, theo vai vế là em cùng cha khác mẹ của Mẫn Đạt Thiên hoàng. Sau đó, Hoàng nữ nối ngôi Hoàng hậu và ngày nay được gọi là Thôi Cổ Thiên hoàng.
Mặc dù có khá nhiều người con, nhưng không một ai trong số đó trở thành Thiên hoàng. Sau khi ông mất, hai người em của ông là Dụng Minh Thiên hoàng và Sùng Tuấn Thiên hoàng kế vị.
- Hoàng hậu: Quảng Cơ (廣姬, ひろひめ), con gái của Hoàng tử Mate no Okinaga (息長真手王); Hoàng hậu năm 572, mất năm 575; có ba người con:
  - Hoàng nữ Sakanobori, Nghịch Đăng hoàng nữ (逆登皇女, さかのぼりのひめみこ).
  - Hoàng nữ Uji no Shitsukahi, Thố Đạo hoàng nữ (菟道皇女, うじのひめみこ).
  - Hoàng tử Oshisako no Hikohito no Oe (押坂彦人大兄皇子, おしさかのひこひとのおおえのみこ), sinh vào năm 556, kết hôn với Khang Thủ Cơ hoàng nữ (糠手姫皇女), là em gái của ông, con gái của Mẫn Đạt Thiên hoàng và Thái nữ Thố Danh Tử (菟名子). Vợ thứ là Tiểu Khẩn Điền hoàng nữ (小墾田皇女), chị em cùng cha khác mẹ, mẹ là Ngạch Điền Bộ hoàng nữ. Thứ nữa là Diên Tỉnh Cung Trương hoàng nữ (桜井弓張皇女), chị em cùng cha khác mẹ và là em ruột cùng mẹ với Tiểu Khẩn Điền hoàng nữ. Một thứ thiếp là Đại Ngũ Vương (大俣王). Hoàng tử có các người con gồm: 
    - Vương tử Chinu (茅渟王, ちぬのみこ), sinh vào năm 575, kết hôn với Cát Bị Cơ vương (吉備姫王), có một người con trai và một người con gái: Bảo hoàng nữ (宝皇女) và Kinh hoàng tử (輕皇子).
    - Vương tử Tamura (田村王, たむらのみこ), sau là Thư Minh Thiên hoàng.
- Hoàng hậu: Ngạch Điền Bộ hoàng nữ, con gái của Khâm Minh Thiên hoàng và Kiên Diêm viện (堅鹽媛, きたしひめ); có tám người con:
  - Hoàng nữ Uji no Shitsukahi, Thố Đạo Bối Sao hoàng nữ (菟道貝鮹皇女, うじのかいたこのひめみこ), sinh vào năm 570, kết hôn với Thánh Đức Thái tử, con trai của Dụng Minh Thiên hoàng.
  - Hoàng tử Takeda (竹田皇子, たけだのみこ).
  - Hoàng nữ Woharida, Tiểu Khẩn Điền hoàng nữ (小墾田皇女, おはりたのひめみこ), sinh vào năm 572, kết hôn với anh em cùng cha khác mẹ là Oshisako no Hikohito no Oe.
  - Hoàng nữ Karu no Mori, Lô Tư Thủ hoàng nữ (鸕鶿守皇女, うもりのひめみこ).
  - Hoàng tử Katsuragi (葛城王, かずらきのみこ).
  - Hoàng tử Wohari (尾張皇子, おわりのみこ).
  - Hoàng nữ Tame, Điền Nhãn hoàng nữ (田眼皇女, ためのひめみこ), kết hôn với cháu trai là Dụng Minh Thiên hoàng.
  - Hoàng nữ Sakurawi no Yumihari, Diên Tỉnh Cung Trương hoàng nữ, (桜井弓張皇女, さくらいのゆみはりのひめみこ), kết hôn với anh em cùng cha khác mẹ là Oshisako no Hikohito no Oe.
- Phu nhân: Lão Nữ Tử (老女子, おみなご), con gái của Kasuga no Nakatsu Kimi no Omi; có bốn người con:
  - Hoàng tử Naniha (難波皇子, なにわのみこ).
  - Hoàng tử Kasuga (春日皇子, かすがのみこ).
  - Hoàng nữ Kuwada, Tang Điền hoàng nữ (桑田皇女, くわたのひめみこ).
  - Hoàng tử Ohomata (大派皇子, おおまたのみこ).
- Thái nữ: Thổ Danh Tử (菟名子, うなこ), con gái của Ohoka no Obito no Okuma; có hai người con:
  - Hoàng nữ Futohime, Thái Cơ hoàng nữ (太姫皇女, ふとひめのみこ).
  - Hoàng nữ Nukatehime, Khang Thủ Cơ hoàng nữ (糠手姫皇女, ぬかでひめのみこ), sinh vào năm 570, kết hôn với anh em cùng cha khác mẹ là Hoàng tử Oshisako no Hikohito no Oe.

## Chú thích

Biểu tượng của Hoàng gia Nhật Bản — Hoa cúc nở hoa cách điệu